# Knüpfen
Knüpfen ist eine Verbindungstechnik. Mit Knoten werden Seile, Fäden und Bänder verknüpft und befestigt, aber auch Netze und andere textile Flächenbildungen hergestellt.
Siehe Liste der Knoten

## Knoten knüpfen
Mit Knoten werden Seile verknüpft. 
In der Seefahrt werden Knoten nicht geknüpft, sondern geschlagen.
Fischernetze werden hingegen geknüpft. 
Auch Armbänder, beispielsweise Freundschaftsbänder, können geknüpft werden.

## Teppiche knüpfen
Mit der Methode des Knüpfens lassen sich z. B. Teppiche herstellen. Man benötigt dazu eine Straminunterlage, eine Knüpfnadel und Wolle, die auf die gewünschte Länge zugeschnitten wurde. Mittels verschiedener Techniken wird die Wolle durch die Webfäden des Stramins gezogen und verknotet.

## Geknüpfte Spitze
Auch einige Arten von Spitze werden geknüpft. Wichtige Beispiele sind die Makramee- und die Occhi-Technik.

## Beziehungen knüpfen
Wenn Menschen eine soziale Verbindung eingehen, nennt man das Beziehung knüpfen oder auch Fäden spinnen.